# Breaking Benjamin/Diskografie
Diese Diskografie ist eine Übersicht über die musikalischen Werke der US-amerikanischen Alternative Metal/Post-Grunge-Band Breaking Benjamin. Den Schallplattenauszeichnungen zufolge hat sie bisher mehr als 19,7 Millionen Tonträger verkauft. Ihre erfolgreichste Veröffentlichung ist die Single The Diary of Jane mit mehr als 4,6 Millionen verkauften Einheiten.

## Alben

### Studioalben
| Jahr | Titel Musiklabel                   | Höchstplatzierung, Gesamtwochen, AuszeichnungChartplatzierungen (Jahr, Titel, Musiklabel, Platzierungen, Wochen, Auszeichnungen, Anmerkungen) | Höchstplatzierung, Gesamtwochen, AuszeichnungChartplatzierungen (Jahr, Titel, Musiklabel, Platzierungen, Wochen, Auszeichnungen, Anmerkungen) | Höchstplatzierung, Gesamtwochen, AuszeichnungChartplatzierungen (Jahr, Titel, Musiklabel, Platzierungen, Wochen, Auszeichnungen, Anmerkungen) | Höchstplatzierung, Gesamtwochen, AuszeichnungChartplatzierungen (Jahr, Titel, Musiklabel, Platzierungen, Wochen, Auszeichnungen, Anmerkungen) | Höchstplatzierung, Gesamtwochen, AuszeichnungChartplatzierungen (Jahr, Titel, Musiklabel, Platzierungen, Wochen, Auszeichnungen, Anmerkungen) | Höchstplatzierung, Gesamtwochen, AuszeichnungChartplatzierungen (Jahr, Titel, Musiklabel, Platzierungen, Wochen, Auszeichnungen, Anmerkungen) | Anmerkungen                                                    |
| Jahr | Titel Musiklabel                   | DE | AT | CH | UK | US | Rock | Anmerkungen                                                    |
| ---- | ---------------------------------- | --- | --- | --- | --- | --- | --- | -------------------------------------------------------------- |
| 2002 | Saturate Hollywood Records         | — | — | — | — | US136 Gold · (2 Wo.)US | — | Erstveröffentlichung: 20. August 2002 Verkäufe: + 500.000      |
| 2004 | We Are Not Alone Hollywood Records | — | — | — | — | US20 Platin · (59 Wo.)US | — | Erstveröffentlichung: 8. Juni 2004 Verkäufe: + 1.007.500       |
| 2006 | Phobia Hollywood Records           | — | — | — | UK— SilberUK | US2 Platin · (78 Wo.)US | Rock1 (17 Wo.)Rock | Erstveröffentlichung: 8. August 2006 Verkäufe: + 1.067.500     |
| 2009 | Dear Agony Hollywood Records       | — | — | — | — | US4 Platin · (47 Wo.)US | Rock2 (38 Wo.)Rock | Erstveröffentlichung: 29. September 2009 Verkäufe: + 1.000.000 |
| 2015 | Dark Before Dawn Hollywood Records | DE34 (3 Wo.)DE | AT49 (1 Wo.)AT | CH66 (1 Wo.)CH | UK34 (1 Wo.)UK | US1 Gold · (29 Wo.)US | Rock1 (49 Wo.)Rock | Erstveröffentlichung: 23. Juni 2015 Verkäufe: + 500.000        |
| 2018 | Ember Hollywood Records            | DE6 (3 Wo.)DE | AT10 (1 Wo.)AT | CH16 (2 Wo.)CH | UK35 (1 Wo.)UK | US3 (6 Wo.)US | Rock1 (6 Wo.)Rock | Erstveröffentlichung: 13. April 2018                           |

grau schraffiert: keine Chartdaten aus diesem Jahr verfügbar

### Kompilationen
| Jahr | Titel Musiklabel                           | Höchstplatzierung, Gesamtwochen, AuszeichnungChartplatzierungen (Jahr, Titel, Musiklabel, Platzierungen, Wochen, Auszeichnungen, Anmerkungen) | Höchstplatzierung, Gesamtwochen, AuszeichnungChartplatzierungen (Jahr, Titel, Musiklabel, Platzierungen, Wochen, Auszeichnungen, Anmerkungen) | Höchstplatzierung, Gesamtwochen, AuszeichnungChartplatzierungen (Jahr, Titel, Musiklabel, Platzierungen, Wochen, Auszeichnungen, Anmerkungen) | Höchstplatzierung, Gesamtwochen, AuszeichnungChartplatzierungen (Jahr, Titel, Musiklabel, Platzierungen, Wochen, Auszeichnungen, Anmerkungen) | Höchstplatzierung, Gesamtwochen, AuszeichnungChartplatzierungen (Jahr, Titel, Musiklabel, Platzierungen, Wochen, Auszeichnungen, Anmerkungen) | Höchstplatzierung, Gesamtwochen, AuszeichnungChartplatzierungen (Jahr, Titel, Musiklabel, Platzierungen, Wochen, Auszeichnungen, Anmerkungen) | Anmerkungen                                                      |
| Jahr | Titel Musiklabel                           | DE | AT | CH | UK | US | Rock | Anmerkungen                                                      |
| ---- | ------------------------------------------ | --- | --- | --- | --- | --- | --- | ---------------------------------------------------------------- |
| 2011 | Shallow Bay: The Best of Hollywood Records | — | — | — | — | US22 (6 Wo.)US | Rock4 (6 Wo.)Rock | Erstveröffentlichung: 16. August 2011 Verkäufe: + 7.500          |
| 2020 | Aurora Hollywood Records                   | DE73 (1 Wo.)DE | — | — | — | US29 (1 Wo.)US | Rock1 (2 Wo.)Rock | Erstveröffentlichung: 24. Januar 2020 Neuaufnahmen älterer Titel |

### EPs
| Jahr | Titel Musiklabel              | Anmerkungen                             |
| ---- | ----------------------------- | --------------------------------------- |
| 2001 | Breaking Benjamin Eigenverlag | Erstveröffentlichung: 2001              |
| 2004 | Live Hollywood Records        | Erstveröffentlichung: 29. Juni 2004     |
| 2004 | So Cold Hollywood Records     | Erstveröffentlichung: 23. November 2004 |

## Singles

### Als Leadmusiker
| Jahr | Titel Album                                  | Höchstplatzierung, Gesamtwochen, AuszeichnungChartplatzierungen (Jahr, Titel, Album, Platzierungen, Wochen, Auszeichnungen, Anmerkungen) | Höchstplatzierung, Gesamtwochen, AuszeichnungChartplatzierungen (Jahr, Titel, Album, Platzierungen, Wochen, Auszeichnungen, Anmerkungen) | Höchstplatzierung, Gesamtwochen, AuszeichnungChartplatzierungen (Jahr, Titel, Album, Platzierungen, Wochen, Auszeichnungen, Anmerkungen) | Höchstplatzierung, Gesamtwochen, AuszeichnungChartplatzierungen (Jahr, Titel, Album, Platzierungen, Wochen, Auszeichnungen, Anmerkungen) | Höchstplatzierung, Gesamtwochen, AuszeichnungChartplatzierungen (Jahr, Titel, Album, Platzierungen, Wochen, Auszeichnungen, Anmerkungen) | Höchstplatzierung, Gesamtwochen, AuszeichnungChartplatzierungen (Jahr, Titel, Album, Platzierungen, Wochen, Auszeichnungen, Anmerkungen) | Anmerkungen                                                  |
| Jahr | Titel Album                                  | DE | AT | CH | UK | US | Rock | Anmerkungen                                                  |
| --- | -------------------------------------------- | --- | --- | --- | --- | --- | --- | ------------------------------------------------------------ |
| 2004 | So Cold We Are Not Alone                     | — | — | — | — | US76 Platin · (20 Wo.)US | Rock24 (1 Wo.)Rock | Erstveröffentlichung: 30. März 2004 Verkäufe: + 1.000.000    |
| 2004 | Sooner or Later We Are Not Alone             | — | — | — | — | US99 (2 Wo.)US | — | Erstveröffentlichung: 28. September 2004                     |
| 2006 | The Diary of Jane Phobia                     | DE— GoldDE | — | — | UK— GoldUK | US50 ×4Vierfachplatin · (20 Wo.)US | — | Erstveröffentlichung: 6. Juni 2006 Verkäufe: + 4.655.000     |
| 2006 | Dance with the Devil Phobia                  | — | — | — | — | US— GoldUS | — | Erstveröffentlichung: 2006 Verkäufe: + 500.000               |
| 2007 | Breath Phobia                                | — | — | — | — | US84 ×2Doppelplatin · (7 Wo.)US | — | Erstveröffentlichung: 21. Januar 2007 Verkäufe: + 2.000.000  |
| 2007 | Until the End Phobia                         | — | — | — | — | US— GoldUS | — | Erstveröffentlichung: 2. Oktober 2007 Verkäufe: + 500.000    |
| 2009 | I Will Not Bow Dear Agony                    | — | — | — | — | US40 ×3Dreifachplatin · (20 Wo.)US | Rock1 (51 Wo.)Rock | Erstveröffentlichung: 11. August 2009 Verkäufe: + 3.000.000  |
| 2009 | Dear Agony                                   | — | — | — | — | US— GoldUS | — | Erstveröffentlichung: 2009 Verkäufe: + 500.000               |
| 2010 | Give Me a Sign (Forever and Ever) Dear Agony | — | — | — | — | US97 Gold · (5 Wo.)US | Rock9 (20 Wo.)Rock | Erstveröffentlichung: 5. Januar 2010 Verkäufe: + 500.000     |
| 2010 | Lights Out Dear Agony                        | — | — | — | — | — | Rock21 (20 Wo.)Rock | Erstveröffentlichung: 15. Juni 2010                          |
| 2010 | Blow Me Away –                               | — | — | — | — | US— PlatinUS | Rock14 (20 Wo.)Rock | Erstveröffentlichung: 23. Februar 2010 Verkäufe: + 1.000.000 |
| 2015 | Failure Dark Before Dawn                     | — | — | — | — | US80 Gold · (1 Wo.)US | Rock8 (20 Wo.)Rock | Erstveröffentlichung: 23. März 2015 Verkäufe: + 500.000      |
| 2015 | Angels Fall Dark Before Dawn                 | — | — | — | — | US— PlatinUS | Rock16 (21 Wo.)Rock | Erstveröffentlichung: 14. April 2015 Verkäufe: + 1.000.000   |
| 2015 | Defeated Dark Before Dawn                    | — | — | — | — | — | Rock23 (1 Wo.)Rock | Erstveröffentlichung: 12. Mai 2015                           |
| 2016 | Ashes of Eden Dark Before Dawn               | — | — | — | — | US— GoldUS | Rock36 (7 Wo.)Rock | Erstveröffentlichung: 3. Mai 2016 Verkäufe: + 500.000        |
| 2017 | Never Again Dark Before Dawn                 | — | — | — | — | — | Rock28 (11 Wo.)Rock | Erstveröffentlichung: 20. Januar 2017                        |
| 2018 | Red Cold River Ember                         | — | — | — | — | — | Rock5 (20 Wo.)Rock | Erstveröffentlichung: 5. Januar 2018                         |
| 2018 | Torn in Two Ember                            | — | — | — | — | — | Rock25 (11 Wo.)Rock | Erstveröffentlichung: 29. Mai 2018                           |
| 2018 | Tourniquet Ember                             | — | — | — | — | — | Rock44 (1 Wo.)Rock | Erstveröffentlichung: 18. Dezember 2018                      |
| 2019 | Far Away Aurora                              | — | — | — | — | — | Rock12 (18 Wo.)Rock | Erstveröffentlichung: 6. Dezember 2019 feat. Scooter Ward    |
| 2024 | Awaken -                                     | — | — | — | — | — | Rock17 (20 Wo.)Rock | Erstveröffentlichung: 26. Oktober 2024                       |
| Folgende Lieder erschienen nicht als Single, wurden aber durch das Album zum Download und Streaming bereitgestellt und konnten somit eine Platzierung erlangen: |                                              | | | | | | |                                                              |
| |                                              | | | | | | |                                                              |
| 2019 | Feed the Wolf Ember                          | — | — | — | — | — | Rock12 (3 Wo.)Rock | Charteinstieg: 10. Februar 2018                              |
| 2019 | Blood Ember                                  | — | — | — | — | — | Rock13 (3 Wo.)Rock | Charteinstieg: 10. März 2018                                 |
| 2019 | Psycho Ember                                 | — | — | — | — | — | Rock27 (4 Wo.)Rock | Charteinstieg: 7. April 2018                                 |
| 2019 | Save Yourself Ember                          | — | — | — | — | — | Rock26 (2 Wo.)Rock | Charteinstieg: 21. April 2018                                |
| 2019 | The Dark of You Ember                        | — | — | — | — | — | Rock28 (1 Wo.)Rock | Charteinstieg: 28. April 2018                                |
| 2019 | Down Ember                                   | — | — | — | — | — | Rock41 (1 Wo.)Rock | Charteinstieg: 28. April 2018                                |

grau schraffiert: keine Chartdaten aus diesem Jahr verfügbar
Weitere Singles
- 2002: Polyamurous
- 2003: Skin
- 2003: Medicate
- 2004: Sooner or Later
- 2005: Rain
- 2020: Dear Agony (feat. Lacey Sturm)

### Als Gastmusiker
| Jahr | Titel Album                    | Höchstplatzierung, Gesamtwochen, AuszeichnungChartplatzierungen (Jahr, Titel, Album, Platzierungen, Wochen, Auszeichnungen, Anmerkungen) | Höchstplatzierung, Gesamtwochen, AuszeichnungChartplatzierungen (Jahr, Titel, Album, Platzierungen, Wochen, Auszeichnungen, Anmerkungen) | Höchstplatzierung, Gesamtwochen, AuszeichnungChartplatzierungen (Jahr, Titel, Album, Platzierungen, Wochen, Auszeichnungen, Anmerkungen) | Höchstplatzierung, Gesamtwochen, AuszeichnungChartplatzierungen (Jahr, Titel, Album, Platzierungen, Wochen, Auszeichnungen, Anmerkungen) | Höchstplatzierung, Gesamtwochen, AuszeichnungChartplatzierungen (Jahr, Titel, Album, Platzierungen, Wochen, Auszeichnungen, Anmerkungen) | Höchstplatzierung, Gesamtwochen, AuszeichnungChartplatzierungen (Jahr, Titel, Album, Platzierungen, Wochen, Auszeichnungen, Anmerkungen) | Anmerkungen                                                                          |
| Jahr | Titel Album                    | DE | AT | CH | UK | US | Rock | Anmerkungen                                                                          |
| ---- | ------------------------------ | --- | --- | --- | --- | --- | --- | ------------------------------------------------------------------------------------ |
| 2020 | Iris American Dream            | — | — | — | — | — | Rock43 (1 Wo.)Rock | Erstveröffentlichung: 2020 Diamante feat. Breaking Benjamin; Original: Goo Goo Dolls |
| 2022 | Waiting on the Sky to Change – | — | — | — | — | — | Rock32 (1 Wo.)Rock | Erstveröffentlichung: 19. August 2022 Starset feat. Breaking Benjamin                |

## Beiträge für Soundtracks
| Jahr | Titel             | Anmerkungen                                      |
| ---- | ----------------- | ------------------------------------------------ |
| 2003 | Wish I May        | Wrong Turn                                       |
| 2004 | Blow Me Away      | Halo 2                                           |
| 2004 | Firefly           | WWE SmackDown! vs. RAW                           |
| 2004 | Polyamorous       | WWE SmackDown! vs. RAW                           |
| 2005 | Forget It         | American Pie präsentiert: Die nächste Generation |
| 2005 | Forget It         | Smallville (Staffel 5 Folge 7)                   |
| 2006 | The Diary of Jane | NASCAR 07                                        |
| 2008 | The Diary of Jane | Step Up to the Streets                           |
| 2009 | I Will Not Bow    | Surrogates – Mein zweites Ich                    |
| 2010 | Forever           | Twilight – Bis(s) zum Morgengrauen               |

## Musikvideos
- 2002: Polyamorous
- 2004: So Cold
- 2005: Sooner or Later
- 2006: The Diary of Jane
- 2007: Breath
- 2009: I Will Not Bow
- 2010: Give Me a Sign
- 2011: Blow Me Away (feat. Velora)
- 2015: Failure
- 2015: Angels Fall
- 2016: Ashes of Eden
- 2017: Never Again
- 2018: Red Cold River
- 2018: Torn in Two
- 2018: Torniquet
- 2019: Far Away (feat. Scooter Ward)
- 2020: Dear Agony (feat. Lacey Sturm)

## Statistik

### Chartauswertung
|                     | DE    | AT    | CH    | UK    | US    | Rock      |
| ------------------- | ----- | ----- | ----- | ----- | ----- | --------- |
| Nummer-eins-Alben   | DE—DE | AT—AT | CH—CH | UK—UK | US1US | Rock4Rock |
| Top-10-Alben        | DE1DE | AT1AT | CH—CH | UK—UK | US4US | Rock6Rock |
| Alben in den Charts | DE3DE | AT2AT | CH2CH | UK2UK | US8US | Rock6Rock |

|                       | DE    | AT    | CH    | UK    | US    | Rock       |
| --------------------- | ----- | ----- | ----- | ----- | ----- | ---------- |
| Nummer-eins-Singles   | DE—DE | AT—AT | CH—CH | UK—UK | US—US | Rock1Rock  |
| Top-10-Singles        | DE—DE | AT—AT | CH—CH | UK—UK | US—US | Rock4Rock  |
| Singles in den Charts | DE—DE | AT—AT | CH—CH | UK—UK | US7US | Rock22Rock |

### Auszeichnungen für Musikverkäufe
| Goldene Schallplatte - Dänemark - 2024: für die Single The Diary of Jane - Neuseeland - 2005: für das Album We Are Not Alone - 2022: für das Album Shallow Bay: The Best of - 2024: für das Album Phobia | 2× Platin-Schallplatte - Neuseeland - 2024: für die Single The Diary of Jane |

Anmerkung: Auszeichnungen in Ländern aus den Charttabellen bzw. Chartboxen sind in ebendiesen zu finden.
| Land/RegionAuszeichnungen für Musikverkäufe (Land/Region, Auszeichnungen, Verkäufe, Quellen) | Silber  | Gold       | Platin       | Verkäufe   | Quellen                           |
| -------------------------------------------------------------------------------------------- | ------- | ---------- | ------------ | ---------- | --------------------------------- |
| Dänemark (IFPI)                                                                              | —       | Gold1      | —            | 45.000     | ifpi.dk                           |
| Deutschland (BVMI)                                                                           | —       | Gold1      | —            | 150.000    | musikindustrie.de                 |
| Neuseeland (RMNZ)                                                                            | —       | 3× Gold3   | 2× Platin2   | 82.500     | aotearoamusiccharts.co.nz NZ2 NZ3 |
| Vereinigte Staaten (RIAA)                                                                    | —       | 8× Gold8   | 15× Platin15 | 19.000.000 | riaa.com                          |
| Vereinigtes Königreich (BPI)                                                                 | Silber1 | Gold1      | —            | 460.000    | bpi.co.uk                         |
| Insgesamt                                                                                    | Silber1 | 14× Gold14 | 17× Platin17 |            |                                   |